# Jan Kudra
Jan Antoni Kudra (ur. 5 lipca 1937 w Łodzi, zm. 31 stycznia 2023) – polski kolarz szosowy, wielokrotny mistrz Polski, reprezentant Polski, olimpijczyk z Tokio (1964), dwukrotny zwycięzca Tour de Pologne.

## Kariera sportowa
Był zawodnikiem Gwardii Łódź (1954-1960) i Społem Łódź (1961-1972).

### Mistrzostwa świata i Igrzyska Olimpijskie
W 1964 wystąpił w szosowym wyścigu indywidualnym igrzysk olimpijskich, zajmując 13. miejsce. Czterokrotnie reprezentował Polskę na mistrzostwach świata; w indywidualnym wyścigu szosowym zajmował miejsca: 22 (1960), 8 (1962), 12 (1964), 58 (1966), w drużynowym wyścigu szosowym zajmował miejsca: 14 (1962), 8 (1964).

### Wyścig Pokoju
Pięciokrotnie startował w Wyścigu Pokoju, zajmując miejsca: 13 (1962), 7 (1963), 4 (1964), 3 (1965) i 7 (1966). W 1966 wygrał także jeden z etapów tego wyścigu.

### Tour de Pologne
Dwukrotnie wygrywał Tour de Pologne - w 1962 (wygrał wówczas dwa etapy i był liderem przez cztery ostatnie etapy) i 1968 (wygrał jeden etap, był liderem przez dwa ostatnie etapy). Ponadto w 1960 zajął 2. miejsce w klasyfikacji końcowej, a w 1963 i 1968 – miejsce 5. W 1963 wygrał jeden etap i klasyfikację górską, przez cztery etapy był liderem wyścigu.

### Mistrzostwa Polski
Dziewięciokrotnie zdobywał mistrzostwo Polski: 3 x w indywidualnym wyścigu szosowym (1960, 1962, 1964), 3 x w szosowym wyścigu drużynowym (1962, 1963, 1964), 2 x w torowym wyścigu długodystansowym (1961, 1967) i 1 x w wyścigu torowym na 4000 m na dochodzenie. Ponadto był górskim wicemistrzem Polski w 1967 i dwukrotnie torowym wicemistrzem Polski w torowym wyścigu długodystansowym (1961, 1967). W 1966 zdobył brązowy medal mistrzostw Polski w szosowym wyścigu indywidualnym.

### Inne wyścigi
W 1960 wygrał wyścig o Puchar Dowódcy Marynarki Wojennej, w 1966 Wyścig dookoła Warmii i Mazur.

### Po zakończeniu kariery sportowej
W 1972 ukończył technikum budowlane, w latach 1980-1990 pracował jako trener w Społem Łódź, był także trenerem Orła Łódź. W 1983 ukończył studia na Akademii Wychowania Fizycznego we Wrocławiu. Zmarł 31 stycznia 2023 i został pochowany na Cmentarzu Doły w Łodzi.

### Wyróżnienia
W 1962 i 1963 został wybrany najlepszym kolarzem w rankingu „Przeglądu Sportowego” i Polskiego Związku Kolarskiego.
Został odznaczony m.in. złotym i srebrnym Medalem za Wybitne Osiągnięcia Sportowe, Złotym Krzyżem Zasługi, a w 2010 Krzyżem Kawalerskim Orderu Odrodzenia Polski (M.P. z 2010, nr 25, poz. 269).